# Мокасинова змія водяна
Мокасинова змія водяна (Agkistrodon piscivorus) — отруйна змія з роду Мокасинова змія родини Гадюкові. Має 3 підвиди.

## Опис
Загальна довжина досягає 1,5-1,85 м. Спостерігається статевий диморфізм — самці більші за самиць. Голова широка, трикутна. Тулуб стрункий, кремезний. Молоді особини забарвлені у червоно-бурий колір з темними поперечними смугами на спині, з яскраво-жовтим кінцем хвоста, який використовують як приманку для здобичі. З віком чіткі смуги розпливаються, забарвлення стає темно-оливковим, темно-коричневим, темно-бурим, майже чорним. З боків голови нерідко проходять 2 вузькі білі смужки — надочноямкова й губна, що з'єднуються на кінчику морди.

## Спосіб життя
Полюбляє вологі луки, болота, береги ставків, струмків та річок. Зустрічається на висоті до 500 м над рівнем моря. Добре плаває та пірнає. У стані переляку та роздратування водяній щитомордник приймає характерну оборонну позу. Згорнувшись в кільце, він високо піднімає передню частину тулуба і дугоподібно згинає шию. При цьому періодично відкриває пащу, демонструючи білу внутрішність рота. За цю манеру він отримав у місцевого населення прізвисько «бавовняний рот». Крім того, сильно вібрує кінчиком хвоста, б'ючи ним об землю з добре чутним шелестінням.
Активний вночі. Харчується жабами, рибою, дрібними зміями, гризунами, ящіркамий птахами.
Водяна мокасинова змія — яйцеживородна змія. У березні починається парування. Шлюбні турніри між самцями нерідко проходять прямо у воді, так що з води стирчать лише високо підняті голови та шиї суперників. Самці здатні до розмноження протягом усього року, тому парування іноді можна спостерігати і влітку, і восени. У серпні-вересні самиця народжує від 5 до 15 дитинчат завдовжки 15-30 см.
У неволі живуть прекрасно, швидко звикають до господаря, охоче їдять мертву їжу. З іншими зміями їх утримувати не можна з огляду на те, що водяна мокасинова змія поїдає їх. Розмножувати їх у неволі дуже легко, при хороших умовах самки приносять щорічний приплід. У неволі живуть 21 рік.

## Отруйність
Входить до п'ятірки видів змій, на частку яких припадає до 95 % всіх зміїних укусів в США. Наслідки його укусу дуже болючі, але смертельні випадки надзвичайно рідкісні. Отрута викликає сильний біль, почервоніння, набряк й некроз навколо укусу. Отрута використовується у медицині для виготовлення кровоспинних ліків.

## Розповсюдження
Мешкає на південному сході США, на північ до 37° п.ш. й на захід до південного Техасу.

## Підвиди
- Agkistrodon piscivorus conanti
- Agkistrodon piscivorus leucostoma
- Agkistrodon piscivorus piscivorus